# Voschod 2
Voschod 2 (Russisch: Восход-2) was de tweede en laatste bemande ruimtevlucht in het kader van het Russische Voschod-programma. Tijdens deze vlucht werd de eerste ruimtewandeling uitgevoerd.

## Bemanning
Aan boord van de Voschod 2 waren twee kosmonauten (Russische ruimtevaarders), commandant Pavel Beljajev en piloot Aleksej Leonov. Voor beide kosmonauten was dit hun eerste ruimtevlucht. Voor commandant Beljajev zou het ook zijn enige ruimtevlucht zijn. Hij overleed nog geen vijf jaar later, in januari 1970. Piloot Leonov werd met zijn ruimtewandeling wereldberoemd en vloog 10 jaar later, in 1975, zijn tweede en laatste ruimtemissie als bemanningslid van de Sojoez 19.

## Missieverslag
Ten opzichte van de voorgaande Voschod 1 missie was de capsule gewijzigd om de ruimtewandeling van Alexei Leonov mogelijk te maken. Er was een zitplaats verwijderd zodat beide kosmonauten een ruimtepak konden dragen en daarnaast was het ruimtevaartuig uitgerust met een opblaasbare "Volga" luchtsluis. Deze werd ontplooid door commandant Beljajev zodra de Voschod 2 in een baan om de aarde vloog. Aan het begin van de tweede omloop om de aarde begon Leonov aan zijn ruimtewandeling, de eerste in de geschiedenis. Ondertussen bleef Beljajev in het ruimtevaartuig.

### Ruimtewandeling
De ruimtewandeling verliep niet zonder problemen. Nadat Leonov 12 minuten buiten de Voschod 2 had gezweefd, bleek zijn ruimtepak door de luchtdruk zo stijf te zijn geworden, dat het hem niet lukte om terug te keren in de luchtsluis. Hetzelfde probleem verhinderde dat Leonov foto's kon maken van het Voschod 2 ruimtevaartuig. Ook lukte het hem niet om de camera te bergen die zijn ruimtewandeling had vastgelegd op film. Door een hoeveelheid lucht uit zijn ruimtepak te laten lopen kon hij zich beter bewegen, en wist hij zich met moeite weer in de luchtsluis te begeven. Vervolgens kwam Leonov korte tijd klem te zitten toen hij probeerde het buitenluik van de luchtsluis dicht te doen. Na het sluiten van het buitenluik bracht hij de luchtsluis weer op druk en voegde hij zich bij Beljajov in het ruimtevaartuig. Het sluiten van het laatste luik leverde vervolgens ook weer problemen op. Nadat het luik uiteindelijk toch goed was gesloten werd de overbodig geworden luchtsluis afgeworpen.

### Landing
De Voschod 2 vloog 17 maal rond de aarde, en keerde terug in de dampkring. De daalcabine met de kosmonauten koppelde echter niet goed los van de rest van het ruimtevaartuig. Dit probleem was ook al bij voorgaande Vostok missies voorgekomen en resulteerde in een wilde tuimelbeweging van de daalcabine. Ten slotte landde Beljajev en Leonov ruim 3000 kilometer van het beoogde punt, in een dicht begroeid bos in de bergen van de Oeral. In afwachting van de bergingsploeg brachten ze, omgeven door wolven, in hun daalcabine de nacht door. Bergingsploegen arriveerden de volgende dag en brachten de kosmonauten terug naar Moskou. De daalcabine werd pas na enkele dagen geborgen omdat eerst een landingsplaats voor helikopters moest worden uitgehakt in de dichte bebossing.
De landingsmodule van de Voschod 2 is te bezichtigen in het RKK Energia Museum in Korolev, Rusland.

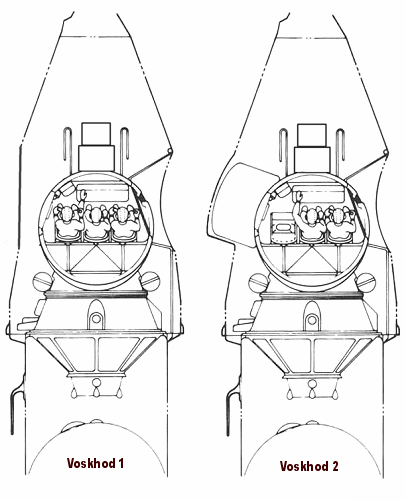
Vergelijking tussen Voschod 1 en Voschod 2. Om ruimte te maken voor de ruimtepakken werd in Voschod 2 een zitplaats opgeofferd. Opvallend is de opblaasbare luchtsluis die aan de buitenzijde van Voschod 2 is gemonteerd.

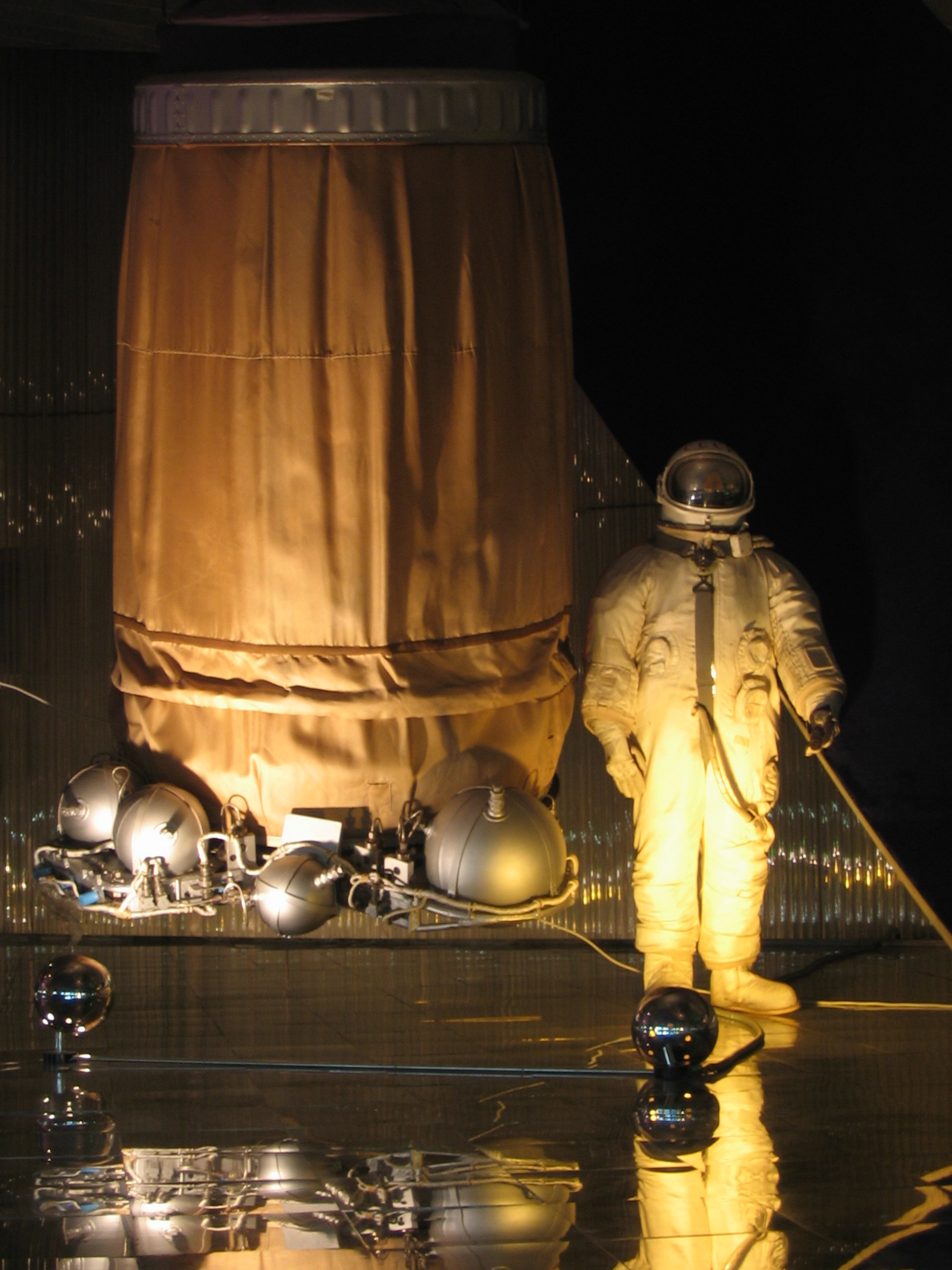
De opblaasbare luchtsluis en het ruimtepak zoals gebruikt tijdens de Voschod 2 missie